# 裏原宿
裏原宿（日语：／ ura harajuku */?）是日本東京都澀谷區的神宮前到同區的千駄谷之間一帶多間潮流服裝店的總稱。大多數店鋪沿著原宿通（原宿通り）及舊澀谷川遊步道（別稱「貓街」）開設。從JR山手線原宿站往明治通下坡方向，有許多與一般民宅外觀無異的服飾商店。這些店家多位於繁榮的原宿站前、竹下通、表參道等一般認知上原宿的服裝店區域以外，隱身於不甚寬闊的巷道旁，行人也不容易注意到這些區域，因此被稱為「裏」原宿。

## 特色
店員和顧客的差別不大。此外大多也沒有明顯的招牌，店員也不會積極的推銷商品。許多店舖的出入口不止一个。這樣的購物氣氛吸引了許多10多歲至20多歲、逛街時不喜歡他人干涉的年輕人成為主要客層。銷售手法與近十年才引進日本的暢貨中心（Outlet Store）類型相似，在日本國內引起關注。
裏原宿不單指地名，它也代表了公元1985～2000年時期，以日本原宿的新興品牌和相關產業的人們所引起關注的一種次文化運動。在當時的亞洲，是代表著街頭文化興起的重大起點。

## 『裏原系』品牌
- 高橋吾郎[Goro’s]
- 高山隆[STOP LIGHT]
- Undercover
- GoodEnough
- A Bathing Ape
- NEIGHBORHOOD
- WHIZ
- SWIPE ON THE QUWIET
- TRANCEPORT
- ELECTRIC COTAGE
- DOWN ON THE CORNER
- AFFA
- M&M
- HEAD PORTER
- LET IT RIDE
- WTAPS
- GRAND CANYON
- REVOLVER
- BOUNTY×HUNTER
- Fragment Design
- Visvim
- HUMAN MADE
- TENDERLOIN
- WOLF'S HEAD

## 其他類似地區
在千葉縣柏市也有一個以年輕人為主要客層的商店區，稱為「裏柏」。與裏原宿的營業形態相似。由於原本的服裝商店已經飽和，因此有一部份的設計師轉向獨立經營，從製造、銷售到店面的形態都帶有設計師的個人風格。推出的商品也不會跟隨媒體熱烈報導的潮流，以經營者自己的方針和概念為主。因此也有許多商業經濟學者以這樣的經營方式為研究目標。